# Norton Disney
Norton Disney är en ort och civil parish i Storbritannien.   Den ligger i grevskapet Lincolnshire och riksdelen England, i den sydöstra delen av landet, 180 km norr om huvudstaden London. Norton Disney ligger 19 meter över havet och antalet invånare är 244.
Terrängen runt Norton Disney är platt. Runt Norton Disney är det ganska tätbefolkat, med 120 invånare per kvadratkilometer. Närmaste större samhälle är Lincoln, 14,7 km nordost om Norton Disney. Trakten runt Norton Disney består till största delen av jordbruksmark.